# Bonneuil-Matours
Bonneuil-Matours è un comune francese di 2 074 abitanti situato nel dipartimento della Vienne nella regione della Nuova Aquitania.

## Società

### Evoluzione demografica
Abitanti censiti